# بیلی گلدنبرگ
بیلی گلدنبرگ (به انگلیسی: Billy Goldenberg) (زادهٔ ۱۰ فوریهٔ ۱۹۳۶ - درگذشته ۳ اوت ۲۰۲۰ ) آهنگساز اهل ایالات متحده آمریکا بود.
از فیلم‌ها یا مجموعه‌های تلویزیونی‌ای که او برای آن‌ها موسیقی ساخته، می‌توان به پوکر آلیس، خورشید همچنان می‌درخشد، دوباره بنواز، سام و نایت گالری اشاره کرد.
او دو مرتبه در سال‌های ۱۹۷۵ و ۱۹۷۸ برندهٔ جایزهٔ امی شد. بیلی گلدنبرگ در مجموع، ۲۲ مرتبه نامزد دریافت این جایزه بود.